# 프로듀시지

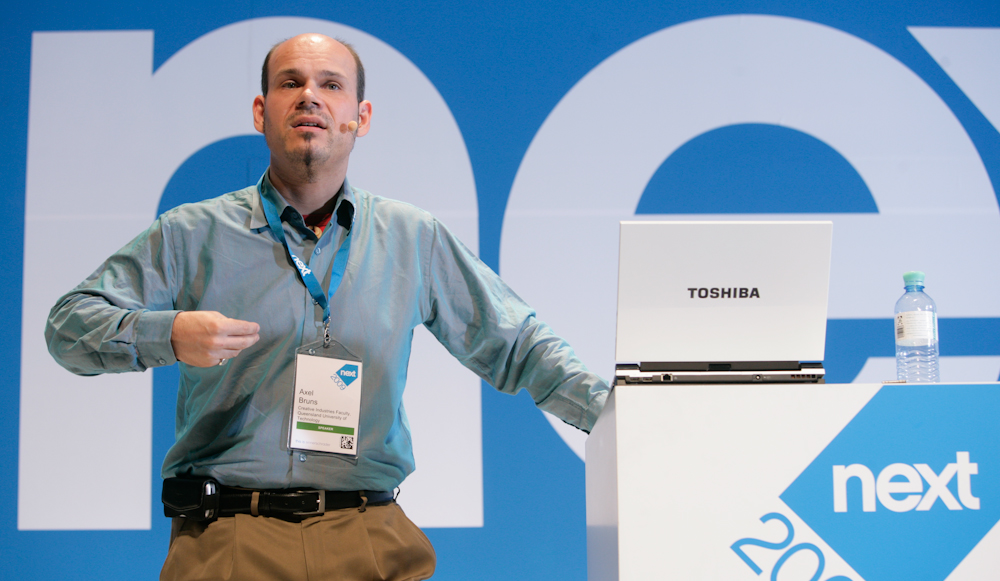
Axel Bruns, 프로듀시지라는 단어를 만든 사람

프로듀시지(produsage)는 프로덕션(production)과 유시지(usage) 단어의 혼성어이자, 오스트레일리아의 미디어 학자 알렉스 브룬스(Axel Bruns)가 만든 용어로서 그는 Blogs, Wikipedia, Second Life and Beyond: From Production to Produsage라는 제목의 자신의 책을 통해 이 용어를 보급하였다. 프로듀시지는 다양한 온라인 환경, 오픈 소스 소프트웨어, 블로그스피어에서 발생하는, 사용자가 주도하는 콘텐츠 생성의 일종이다. 이 개념은 수동적인 소비와 능동적인 생산 사이의 경계를 모호하게 만든다. 콘텐츠를 만드는 사람과 소비하는 사람 간의 구별이 희미해지면서 사용자는 자신의 역할을 인지하는지의 여부에 관계없이 생산자의 역할을 맡는다.프로듀서(produser)라는 하이브리드 용어는 이러한 프로듀시지 활동에 참여하는 사람을 의미한다.

## 프로듀시지의 특성
Bruns에 따르면, 프로듀시지에는 다음과 같은 네 가지 정의 특징이 있다.
1. 공개참여 및 공동평가
2. 임시 성과주의를 통한 유동적 이질화
3. 완료되지 않은 다층적인 결과물의 지속적 처리
4. 공동소유 및 개별보상[4]

이 토론 기능의 한 예로 위키백과의 토론 문서가 있다. 이 문서에서는 이전 사용자가 작성한 작업의 품질을 평가할 때 사용자 간에 개방적인 토론을 할 수 있다.

### 공개 참여
프로듀시지의 중요한 특징은 개인으로서 일하는 것이 아니라 콘텐츠를 만들기 위한 제품 사용자 간의 협업이다. 콘텐츠의 작성은 대부분 한 명의 저자가 아닌 다수의 서로 다른 사용자에 의해 이루어진다.제품 사용 모델은 개방적인 논의를 유도하도록 설계되어 적합한 툴을 제공한다. 이 토론 기능의 한 예로 위키피디아 토크 페이지가 있다.이 페이지에서는 이전 사용자가 작성한 작업의 품질을 평가할 때 사용자 간에 개방적인 토론을 할 수 있다.
프로듀시지 모델 참여도 자발적이다. 계층 공동체와는 달리 미리 결정된 분업이 아니라 오히려 자주적이고 자발적인 작업이 존재한다. 공동체는 참여자가 작성한 기고(아이디어, 논평 및 편집)의 유용성과 관련성을 고려한다. 추가적으로 평가되고 발전되는 경향이 있는 기여는 관련되고 사용 가능한 기여인 반면, 관련성이 없고 사용 불가능한 기여는 무시되는 경향이 있다. 유용한 기여금의 실질성은 크게 다를 수 있지만, 모두 프로젝트의 전반적인 품질에 긍정적으로 기여한다. 지속적으로 가치 있는 기여를 하는 참가자는 동료들 사이에서 리더로 간주될 것이다.
Bruns는 또한 대부분의 프로듀시지 모델에 제한 없이 접근할 수 있다고 말한다. 참가자가 무제한이면 더 많은 사람이 기존 기여도를 평가, 비평, 분석할 수 있어 결과의 질이 높아진다. 이런 의미에서 포괄성은 크게 고무되는 반면 배타성은 크게 위축된다. Bruns는 또한 지역사회가 다른 조직들과 상호작용하는 것이 유익하다는 점을 제기한다. 왜냐하면 그것은 그들이 더 영향력 있는 메시지를 만들기 위해 사용할 수 있는 지식의 범위를 넓히기 때문이다. 따라서, 프로듀시지 모델의 전체적인 조직 구조는 협업, 참여, 포괄성에 기초한다.

### 유동적 이질화, 임시적 성과주의
프로듀시지의 특징에 부합하는 다수의 참가자는 성공적인 프로듀서지 사이트의 일부분이다.프로듀시지 모델은 모든 기술 수준과 능력의 참가자가 이용할 수 있어야 한다. Axel Bruns는 불균형한 수준의 기여가 있을 수 있지만, 프로듀서들은 기여를 하기 위해 제한 없이 동등한 접근 권한을 부여 받아야 한다고 지적한다.구조와 개방성의 균형이 프로듀스 커뮤니티에서 요구된다. 소그룹에 의한 감독으로 원치 않는 통제가 생길 수 있고 절대적인 자유는 응집력을 방해할 수 있다.이러한 균형을 이루기 위해, 프로듀시지 커뮤니티는 기여의 질에 기초하여 지도자를 선출한다.그러나 일부 새로운 사이트의 경우, 커뮤니티의 진행자는 임의로 또는 가장 이른 구성원으로 발생할 수 있다.
프로듀시지 커뮤니티의 리더십 구조는 브런스의 표현대로 "일관적인 유동성"이다.지도자들이 한가해지면 권력은 퇴보한다. 이와 같이 지도자들은 지역사회에 관련 기여를 하도록 장려될 뿐만 아니라, 일관성을 가지고 그렇게 할 것으로 기대된다. 리더십의 변동과 재분배는 프로듀서들의 유연하고 유동적인 네트워크를 만들어낸다. 액셀 브런스는 구조의 유동성은 모든 단계에서 공동체 전체의 승인을 받기 보다는 개인이나 소규모 집단이 의사결정자로 등장하도록 허용한다고 말한다.구조물의 표준 모델은 리더가 간과하고 콘텐츠 제작에서 최종 결정권을 갖는 하향식 모델로 구성된다. 대신, 웹사이트들은 참가자들에게 투명성이 부여되는 올 액세스 모델을 선택한다. 이 모델의 리더십은 참가자에 대한 지휘와 통제를 제거하며, 프로듀서가 적합하다고 판단되는 대로 기여하도록 허용한다.프로듀스 사이트 내의 커뮤니티는 개인의 공통 관심사를 통해 형성되며, 이러한 그룹 내에서 리더십이 상승한다.지속적인 리더십 부여는 지역사회가 그 지역이 향하고 있는 방향을 결정하는 지역사회를 형성한다.

### 다층적인 결과물과 세분성
Axel Bruns는 제작자가 지속적으로 글을 쓰고, 다시 쓰고, 업데이트하고, 콘텐츠 개선 방안을 제안하는 커뮤니티의 관점을 제시함으로써 생산과 소비자주의에 대한 전통적인 아이디어에 도전한다. 프로듀서에 의해 생산되는 콘텐츠와 콘텐츠를 보관하는 매체는 지속적인 수정 상태에 있다. Bruns는 프로두스의 이 구성 요소를 가정적인 것으로 특징짓는다. 국산품은 시간이 지남에 따라 많은 사례를 통해 쓰여지고 다시 쓰여지는 품질과 그 변화의 증거를 보여주는 것으로 분류한다. 프로듀서들이 협업하고, 구축하며, 상호작용을 교환하면, 아티팩트는 정보의 원천이 될 뿐만 아니라 의견, 아이디어, 수정사항이 다루어지고, 토론되고, 재패션되는 환경이 된다. 그는 특히 위키피디아의 체계와 디자인을 지적하는데, 위키피디아는 위키피디아의 본성에 있어서 전체론적인 가정적인 유물의 한 예라고 할 수 있다. Bruns가 정의한 아티팩트는 프로듀서가 만든 콘텐츠의 원천이다. Bruns는 위키피디아가 반복적으로 과도하게 쓰이고 다층화되어 있는 프로듀서 주도의 지식 확장의 지속적인 발전 과정이라고 설명한다.모든 사용자가 아티팩트에 액세스할 수 있고 원래 마크에 기여도를 추가할 수 있는 경우. 주로 프러듀세이지 사이트는 프로듀서들이 재료 개발의 역사를 기록할 수 있는 건축 도구를 제공하므로 사용자는 다양한 단계를 통해 재료의 평가를 추적할 수 있다. 오픈소스 멀티미디어 관리 시스템을 이용한 커뮤니티 음악 사이트인 프로듀시지 사이트 ccMixter가 오리지널 트랙 위와 대체에 음악 리믹스를 만들 수 있도록 한 예가 있다.
제작이 국산적이 되려면 콘텐츠의 목표가 세분화되어야 한다. Bruns는 세밀함이 프로듀서들에게 그들의 배경과 지식과 관련된 방식으로 소스나 유물에 연결하고 기여하는 방법을 제공한다고 주장한다. 한 소스에 대한 다양한 관점과 관심을 고정시킴으로써 콘텐츠는 더 가치 있고 정확하며 이해할 수 있게 되며, 이는 종종 정보를 제공하는 소스의 공통된 목표다. 그는 프로듀스가 서로 다른 사용자들에 의해 개별적으로 그리고 독립적으로 생산될 수 있는 다른 요소들로 분할될 수 있도록 촉진하는 출처의 특징이라고 말한다. 이것은 집중된 수의 생산자가 아닌 다양한 배경에서 기술과 지식을 축적할 수 있게 한다.

### 공유재산, 개별포상금
Axel Bruns는 프로듀스 내에서 공동 재산과 개별 보상 사이의 연관성을 설명한다. 그는 프로듀스 참여는 개별 프로듀서들의 공유 목적에 기여할 수 있는 능력에 의해 동기 부여된다고 말한다. 이러한 공유 목적은 프로듀서들 사이에서 동기부여를 창출하는 프로듀서의 능력에 나타나며, 작업 중인 콘텐츠가 모든 사람에게 접근 가능하고 개방적인 상태를 유지한다. 다양한 공동체가 기여하고 참여하기 위해서는 그들의 기여를 방해하는 장애물이 거의 없어야 한다. 기술 및 법적 제약을 수반하는 최소한의 장애물과 함께 프로듀서가 편집하고 기여할 수 있는 풍부하고 접근 가능한 기존 콘텐츠가 있어야 한다. 예를 들어, Bruns는 개인이 협력적인 업무에 종사할 때, 지적 재산권을 집행하는 것은 그들이 동료들의 작업을 편집하거나 작업하는 것을 방해할 수 있다고 말한다. 이에 따라 지식재산권이 효율적으로 기능하기 위해서는 대체적인 지식재산권 부과방식이 필요하다. 따라서, 그는 프로듀서들이 크리에이티브 커먼즈 라이선스를 통해와 같은 기존 콘텐츠를 공동 커뮤니티 자산으로 선언할 필요가 있을 수 있다고 주장한다.
그러나, 공유되는 정보의 내용을 이용하기 위해 프로듀지 그룹 내부 또는 외부의 개인이나 그룹이 시도하는 것은 피해야 한다. 커뮤니티에서 작업하는 모든 콘텐츠는 쉽게 접근할 수 있어야 하며, 콘텐츠 편집 또는 수정을 유사한 조건에서 사용할 수 있어야 한다. 또한, 참여자가 공유 콘텐츠에 기여한 모든 사항은 해당될 때마다 보상되고 인정되어야 한다.
비록 그 내용이 공통적으로 공유되지만, 프로듀서들은 여전히 작업 중인 프로젝트에 대한 그들 자신의 기여로 개인적인 장점을 얻는다. 또한, 이러한 개별적인 보상은 지역사회가 추진 프로젝트에 참여하기 위한 추가적인 동기를 부여하는 원천이다. 그러한 개인적인 장점은 그들의 관계망과 지역사회를 넘어선 관계망을 더함으로써 개인을 존중한다. 따라서 프로듀스에 관여하는 주된 보상은 금전적 이득보다는 개인적 지위다.

## 프로듀시지 및 기타 이론의 중복 개념

### 프로듀시지와 Henry Jenkins의 미디어 융합의 해당 개념
Axel Bruns의 프로듀시지 아이디어는 개방적 참여, 공동 재산, 극명한 유물, 세분성, 유동적 이질주의와 홀옵티즘의 네 가지 특징에 대한 설명을 통해 이 디지털 시대의 사람들이 어떻게 의사소통하고 있는지를 묘사하는 것을 목표로 한다. 각각의 특성은 그 자체로 브룬스가 프로듀서 주도의 콘텐츠 제작이라고 밝힌 것에 대해 다른 양상을 보인다. 브룬스의 사상은 특성이 독특하지만, 다른 학자들의 기존 사상과 이론과 중복되는 경향이 있는데, 이 중 하나가 남캘리포니아 대학의 커뮤니케이션, 영화 예술, 저널리즘 교수인 미디어 학자 헨리 젠킨스다. 오랫동안 9권이 넘는 책을 쓴 교육자 겸 작가였던 헨리 젠킨스는 당시 관대했던 미디어 융합의 용어와 개념을 채택하고 그의 책을 통해 정의를 제시했다. 미디어 융합은 모든 매체의 매체를 공간과 시간을 통해 확장, 협업, 변형, 각색하는 과정이라고 할 수 있다. 젠킨스는 미디어의 융합이 개인의 두뇌에서 과정을 통해 어떻게 발생하는지를 기술하지만, 생산자에 의해 발표되는 것과 개인이 콘텐츠에 대해 가지는 반응은 이러한 융합의 결과물이다. 젠킨스는 콘텐츠가 어떻게 의미와 가치를 축적하고 오늘날 접속 가능한 상호작용의 플랫폼이 디지털 커뮤니케이션과 집단적 인텔리전스를 통해 끊임없이 재구성되고 재작업되는 콘텐츠 문화에 사용자들을 어떻게 참여시키는지 개념화하는 것을 목표로 한다. 미디어 융합의 젠킨스 개념은 미디어 융합을 단순히 미디어 콘텐츠의 논리적 배치와 협업으로 요약할 수 있는 브룬스의 프로두지 개념과 겹치는데, 비슷하게 프로두지 개념은 미디어를 통한 아이디어, 문화, 의견의 확산으로 정의될 수 있다. USC에서 행해진 연설에서, 젠킨스는 5가지 주요 개념에 대해 말한다; 콘텐츠는 참여적이고, 콘텐츠는 리믹스 가능하고, 콘텐츠는 확산 가능하고, 콘텐츠는 글로벌하고, 콘텐츠는 독립적일 수 있다.
Henry Jenkins는 콘텐츠가 참여적이라고 말하는데, 이는 미디어 플랫폼이 사용자들이 커뮤니티 내에서 상호작용하고 참여하도록 장려하는 콘텐츠를 제공한다는 것을 의미한다. 참여는 미디어를 통해 개인이 할 일을 부여받는 표현의 장벽이 낮고, 자신의 창작물을 다른 구성원과 공유하는 데 강한 지지를 느끼는 경우가 많다는 게 그의 설명이다. 풀뿌리 커뮤니티를 통해 가장 자주 활용되는 스토리텔링에 사용자들이 연결되고 참여하려는 동기가 부여된다는 게 그의 설명이다. 그는 참여문화 내에는 참여가 새로운 사용자나 적절하게 참여할 기술이 부족한 사용자들을 보다 발전된 사용자들이 멘토링하는 비공식 멘토링 제도가 있다고 주장한다. 젠킨스는 위키피디아의 예를 들며 사용자 주도의 토론, 수정, 레크리에이션 등을 허용하고 장려한다고 설명한다. 마찬가지로, 브런스의 공개 참여 아이디어는 제작자의 참여가 자발적이며 공개 토론을 장려하기 위해 고안된 플랫폼을 통해 촉진된다는 점을 강조한다. 따라서, 콘텐츠는 복수의 프로듀서에 의해 만들어진다. 그는 또한 제작자들이 다른 사용자들의 의견뿐만 아니라 그들의 기여도 중요하다고 믿고 있다고 말한다. 젠킨과 브런스의 개념은 모두 뉴미디어 시대 안에 콘텐츠는 더 이상 한 제작자가 만들고 나머지가 소비하는 것이 아니라 구성원들의 기여와 참여를 장려하는 오픈엔드 커뮤니티 내에서 콘텐츠가 여러 사용자에 의해 끊임없이 리모델링되고 재창조되며 리패션된다는 것을 예시한다.
미디어 융합의 또 다른 특징은 리믹스 가능한 콘텐츠의 개념이다. Jenkins는 리믹스 가능한 콘텐츠를 사용자들이 자신의 콘텐츠를 입력하고 그라운드하는 장난스러움으로 정의한다; 그는 이 디지털 시대에 기술이 더 접근하기 쉽다는 사실 때문에, 사용자들이 다양한 매체와 플랫폼에서 그들이 원하는 방식으로 콘텐츠를 변환하는 것이 덜 복잡해졌다고 말한다. 리믹스 가능한 콘텐츠는 사용자와 제작자가 콘텐츠에 대한 소유권을 가져와서 다양한 이유로 리믹스하고 리믹스한 결과인데, 이는 즐거움을 위한 것일 수도 있고 문화적인 예일 수도 있다. 이러한 콘텐츠의 리믹스나 매쉬업으로 시간과 공간에 미디어를 매우 빠른 속도로 전파할 수 있어 콘텐츠의 친숙성을 사용자에서 사용자로 촉진한다. 젠킨스는 일련의 후추 스프레이 경찰 리믹스의 예를 사용하며, 이 리믹스에서는 전국의 사용자들에 의해 일련의 플랫폼을 통해 시위대를 살포하는 코퍼 페퍼 사진을 리메이크했다. 첫 번째 순환 사진을 불과 며칠 앞두고, 후추 스프레이 경찰의 매시업 200개가 만들어졌다. 마찬가지로, 브룬스는 프로두스의 특성은 가장 심오한 유물이며, 이것은 원천에 대한 개선을 목표로 끊임없이 다시 쓰여지고 다시 쓰여지는 내용으로 정의될 수 있다고 말한다. Jenkins와 Bruns는 사용자 기여가 새로운 미디어 통신과 소비의 필수적인 특징이라고 개념화한다. 이 개념은 개인들이 콘텐츠를 흡수하고 리메이크하거나 리패닉하여 아이디어를 구체화하거나 메시지를 홍보하거나 단순히 즐거움을 위해 사용하는 것이다.
게다가 젠킨스는 내용이 전파될 수 있다는 생각을 상세히 기술한다. 그는 콘텐츠의 확산성은 유통의 논리이며 콘텐츠가 문화를 통해 이동하면서 가치를 얻는다고 말한다. 그는 바이럴 영상을 예로 들어 이 콘텐츠를 공유하고 확산하는 개개인이 잠재적인 상업적 이익을 위해든, 엔터테인먼트를 위해든 그 가치를 높이는 데 기여하고 있음을 보여주었다. 그 결과, 그는 순환은 풀뿌리 잡종 시스템이며, 아래에서 위로 개인들이 자신의 선택에 따라 내용을 전달함으로써 형성된다고 말한다. 이러한 유형의 확산성은 콘텐츠나 제품을 유통하는 주체인 법인의 전통적인 유통 형태와 대비된다. 마찬가지로 브런스의 공개 참여 개념은 개인들이 더 많이 일하고 협력할수록 더 높은 품질의 콘텐츠를 생산한다는 생각을 정교하게 하고 있다. 게다가, 그것은 한 개인이 한 작품의 독점적 소유권을 갖는 것보다 협업을 강조한다. 젠스킨스와 브룬스의 이론은 둘 다 한 작품을 개선하거나 내용을 전파하는 데 기여하기 위해 협력하는 여러 개인들을 중시한다는 점에서 비교된다. 옌스킨스의 미디어 융합 가치 이론은 여러 개인이 함께 노력하여 문화 전반에 콘텐츠를 전파하도록 요구하는 반면, 브룬스의 이론은 작품을 비평, 분석, 재구성하기 위해 함께 일하는 개개인의 공동 노력을 중시한다.
Jenkins는 또한 그의 이론에서 콘텐츠가 세계적인 것일 수도 있다고 주장한다. 개인이 네트워크 내의 사람들과 콘텐츠를 공유함으로써 콘텐츠 확산을 돕는 만큼 콘텐츠는 원래부터 생겨난 문화권 밖에서 공유될 수 있는 기회를 갖게 된다. 그는 미국에서 애니메이션이 출현한 사례를 활용하여 서로 다른 커뮤니티와 문화에 콘텐츠를 공유하는 데 있어서 확산성의 힘을 보여준다. 아니메는 원래 일본에서 생겨났지만, 애니메이션 팬들이 온라인으로 콘텐츠를 유통하고 비공식적으로 애니메이션 쇼들을 영어로 번역하기 시작하면서, 그것은 미국의 관객들에게 퍼졌고 더 많은 미국인들이 애니메이션 팬 층의 일부가 되었다. 그 결과 일본의 애니메이션 팬 층은 세계적인 맥락에서 애니메의 대중화에 기여하였고, 미국 시장에 새로운 콘텐츠를 소개하였다. 브룬스의 공개 참여 개념에 비해 젠킨스는 콘텐츠의 확산성이 글로벌 관점에서 새로운 청중을 불러올 수 있어 콘텐츠나 제품에 참여하거나 관여할 수 있는 개인의 수가 증가할 수 있다고 덧붙인다.
마지막으로, 젠킨스는 콘텐츠를 독립된 것으로 특징짓는다. 그는 기업과 같은 대중 제작자들이 인디 영화 제작자들과 같은 가시성과 관련하여 독립 제작자들보다 유리할 수 있지만, 독립 제작자들은 여전히 대중에게 그들의 콘텐츠를 노출시킬 수 있는 기회를 가지고 있다고 말한다. 예를 들어, 그는 킥 스타터를 독립 프로듀서들을 위한 자금 출처와 그들의 컨텐츠의 창조의 예로서 활용한다. 독립 제작자들은 기업이나 상업 구조물의 수장들도 끌어들이려고 애쓰고 있다는 것을 관객들에게 어필할 힘을 가지고 있다. 결과적으로 프로듀서 그룹에 유동적인 수준의 리더십이 있다는 브룬스의 유동적 이질화 개념에 비해 독립적 프로듀서들은 여전히 원하는 관객들에게 콘텐츠를 전달할 수 있는 자원과 네트워크를 보유하고 있기 때문에 대기업에 대해 유동적인 수준의 리더십을 선보인다.

### 탭스코트 및 윌리엄스의 협업 학습 이론과의 공통부분
Don Tapscott와 Anthony D. Williams는 성공적인 "고등교육을 위한 글로벌 네트워크"를 개발하기 위한 방법으로 "학습의 협력적, 사회적 모델"을 홍보한다. 현재 교수모형은 교수들이 학생들에게 정보를 전파해 시험에서 흡수, 암기, 회상하는 것을 포함한다. 그러나 탭스콧과 윌리엄스는 학생들이 공동으로 무엇을 배우고 있는지 탐구하고 토론할 때 진정한 학습이 이루어져야 한다고 촉구한다. 하버드 교육대학원의 리처드 J. 라이트가 수행한 연구에 따르면, 고등 교육에서 학생들의 성공은 스터디 그룹을 조직하고 참여하는 능력에 달려 있다. 스터디 그룹을 형성한 학생들은 그룹을 형성하지 않은 학생들보다 더 많은 준비와 참여가 있었고 더 많은 정보를 가지고 있었다. 이는 브런스의 공개 참여 정의와 닮았다.
1999년, 매사추세츠 공과대학교는 학생들을 위해 인터넷에 있는 정보를 이용하는 방법으로 OpenCourseWare를 통합했다. 2002년에 시작된 프로젝트는 5년 만에 MIT가 강의 노트와 시험의 전체 커리큘럼을 온라인에 게재하는 데 성공했다. 이 정보는 다른 기관에서 온 학생과 교사가 "자유롭게 사용, 복사, 배포, 번역 및 수정"될 수 있도록 만들어진다. 교수들은 소속 기관과 상관없이 OpenCourseWare에 동등하게 접근할 수 있다. 탭스코트와 윌리엄스는 학생 사용자들이 원하는 교육 구조를 교수들과 공유할 수 있어야 한다고 제안한다. 그런 다음 교수들은 학습 성과를 최적화하기 위해 학생과 교수 커뮤니티의 조언에 따라 커리큘럼 구조 결정을 내린다. 탭스코트와 윌리엄스는 이것이 높은 교육비용으로 더 많은 가치를 창출한다고 제안한다. 누구나 쉽게 사용할 수 있도록 만들어진 제한 없는 정보, 계층적 선이 없는 학생과 교수 사이의 공동체적 상호작용은 프로듀사지의 유동적 이질성을 보여준다. 정기적으로 업데이트되는 학위 과정도 국내 유물을 연상시킨다.
또한 탭스콧과 윌리엄스는 OpenCourseWare를 통해 자신의 강의 자료를 공유하는 대학과 교수들이 어떻게 교사들이 개별적으로 강의들을 구성하지 않고 보다 다원적이고 참여적인 과정을 구성하는데 전세계적으로 참여할 수 있도록 하는지에 대해 설명한다. OpenCourseWare는 모든 사람에게 자유롭게 접근할 수 있기 때문에 이 공용 도메인에서 공유되는 정보는 공용 재산으로 간주된다. 이것은 프로두지(produsage)의 일반적인 특성들과 일치한다. 대학과 교사는 다른 교사들과 학생들의 이익을 위해 교과 과정을 개선함으로써 공동의 목적에 기여하고 있는 전문가들이다.

## 프로듀시지의 예

### Bruns의 예
Bruns는 그의 책 블로그, 위키백과, Second Life, Beyond Life에서 다음과 같은 예를 강조한다. 프로덕션에서 프로듀시지 및 기타 작업에 이르기까지:
- ccMixter, produsers가 오리지널 음악뿐만 아니라 다른 사용자가 업로드한 트랙을 리믹스하고 리메이크할 수 있는 콜라보레이션 음악 소프트웨어인 ccMixter. 업로드되는 모든 음악은 크리에이티브 커먼즈 라이센스에 따라 관리되므로 모든 사용자가 제한 없이 모든 음악에 액세스할 수 있다. 브런스는 ccMixter를 다른 사람의 트랙을 리믹스하는 것은 물론 오리지널 음악 업로드에 사용자들이 참여하도록 장려하는 콘텐츠의 원천으로 묘사하고 있으며, 리믹스된 이 트랙들은 가장 심오한 유물이 되어, 끊임없이 다시 쓰고 편집하게 된다.[25]
- Citizen journalism. Axel Bruns는 시민 저널리즘이 뉴스 스토리에 대한 평가, 홍보, 대응에서 참여자로서 일하기 위해 사용자들에게 의존하는 프로듀지의 한 예라고 말한다.[26] 그는 시민 저널리즘이 시민 저널리즘의 과정을 조정하기 위해 기술과 인터넷을 활용하는 참여자들의 자발적인 기여에서 나온다고 주장한다. 시민 저널리즘은 인디미디어, 슬래시닷, 오마이뉴스, 허핑턴포스트와 같은 웹사이트에서 일어날 수 있다.  Bruns는 트위터와 같은 소셜 네트워킹 사이트의 중요성도 확대하여 시민 저널리즘이 일어날 수 있는 플랫폼 역할을 한다. 허핑턴 포스트와 트위터와 같은 웹사이트에 대한 논평은 이미 존재하고 출판된 뉴스 기사들에 반응한다.[27] 그러나 브룬스는 이미 존재하는 이러한 자료들을 수집하고 결합하며, 그들의 해석과 분석을 위한 새로운 방법을 지적함으로써 문맥화시킨다고 말한다. 결과적으로 그는 논평이 그 함의를 강조함으로써 정보를 취합하고 뉴스 큐레이션의 한 형태라고 주장한다. 또한 브런스는 트위터의 해시태그 시스템을 시민 저널리즘과 프러듀스에 개인이 참여할 수 있는 개방적이고 접근 가능한 공간을 제공하는 사례로 활용한다.[27] 사용자들이 그들의 게시물에 해시태그로 태그를 달면, 그들은 다른 트위터 사용자들과 더 큰 대화를 할 수 있고 시민 저널리즘에 참여하는 잠재적 참여자들의 수를 더 늘릴 수 있다.[27] 뉴스 큐레이션의 과정은 분산되고 공유된다; 트위터 사용자들은 정보를 컴파일하고, 협업하고, 큐레이션하는데 협력한다.[27] 이에 따라 트위터는 사용자들이 협업적이고 열린 그룹으로 뉴스 스토리를 공유하고, 보고하고, 토론할 수 있는 온라인 공간이다.[27]
- Clickworkers는 나사의 소규모 실험 프로젝트로, 공공 자원 봉사자들을 과학적인 작업에 사용한다. 화성의 분화구를 식별하기 위해 서로 다른 수준의 기술을 가진 열성가들이 참여하였다. 이 과학 취미학자들은 화성의 분화구를 전문적으로 정확하게 식별했다.[28] NASA와 참가자들 사이에 분열이 있지만, 브런스는 파워 다이내믹스가 프로듀서즈 모델에서 무시되는 것이 아니라 상호 이익이 있을 때 수용된다는 것을 인정한다.[29]
- Fan fiction Sugar Quill[30]과 같은 팬픽션 커뮤니티는 텍스트로 프러듀지 모델을 나타낸다. 이러한 팬에 의해 쓰여진 이야기들이 허구의 우주에 매끄럽게 통합될 수 있는 가능성과 관련성을 조사하기 위한 공동체의 협력적인 노력들이 그들이 팬이라고 할 수 있으며, 어떤 경우에는 집단적으로 팬픽션 한 편을 쓰기도 한다. 공동체의 평가는 정기적인 개정을 거치는 작품의 집단적 소유의식을 조장한다. 아무도 이야기의 질에 대해 더 이상 발언권을 갖지 않기 때문에, 이것은 제자리에 있는 이단적인 프러듀스 모델을 보여준다.
- Flickr는 사진 편집 및 사진 공유 사이트로, 사용자들이 공동 관심사를 가진 다른 사용자들로 이루어진 커뮤니티나 "풀"의 일부가 될 수 있게 해준다. 브런스는 사용자들이 '매쉬업'이라고 부르는 사진에 댓글을 달고 코디를 하는 방식으로 상호작용을 한다고 설명한다. 이러한 매시업은 공동의 재산으로 간주되며, 공개적인 참여를 통해 사용자가 지속적으로 편집하고 리드하는 사용자 주도 창작 콘텐츠로 구성된다.[31]
- Open source software는 저작권 소유자가 소스 코드를 공개하여 누구나 변경, 편집 또는 강화할 수 있도록 허용하는 컴퓨터 소프트웨어다. 소프트웨어는 기존의 소스 코드를 개선하거나 결함을 수리하기 위해 프로듀서가 협력함에 따라 지속적인 진화의 상태에 있다. 공개 참여와 공동 평가를 통해 오픈소스 소프트웨어의 품질은 폐쇄형 모델보다 훨씬 빠른 속도로 발전한다.[32]
- Wikipedia. Axel Bruns는 위키피디아를 예로 들어 프로듀서의 특징을 설명한다. 그는 위키피디아는 온라인 공동 백과사전이며 신뢰할 수 있는 전문가들의 기여에만 의존하기 때문에 전통적인 백과사전과는 다르다고 말한다.[25] 그 결과, 전통적인 백과사전들은 대중들의 참여를 배제하고 그룹의 작업을 참여, 분석, 비평할 수 있는 다양한 기고자들이 부족하다.[25] 그러나 위키피디아는 누구나 자신의 웹사이트에서 페이지를 편집할 수 있도록 허용함으로써 공개 참여의 프로두데지 특성을 중시한다.[25] 사용자들은 그들이 상세하게 설명하고 싶은 새로운 페이지를 시작하거나 기존 페이지를 편집할 수 있다. 또한 사용자는 이전에 한 페이지에 협업한 다른 사람의 작품을 읽고 특정 주제에 이미 쓰여진 내용을 비평하거나 빌드할 수 있다. Bruns는 또한 위키피디아가 유동적인 이성애자들의 원리를 수용한다고 지적한다. 위키피디아 페이지에는 단독 리더가 없기 때문에 사용자들은 서로의 내용을 자유롭게 평가할 수 있다.[25] 그는 한 페이지에 더 많은 기여를 하는 사람들은 참여율이 낮은 사람들과 대조적으로 지역사회에서 가시성을 가질 수 있지만 지도부는 항상 유동적이라고 덧붙였다.[25]

### 현대적인 예
다음은 Bruns가 그의 책에서 강조하지 않는 인기 있고 흔한 일상 사례들이다.
- Instagram: 기술이 발전하고 더 복잡한 앱이 개발됨에 따라, 사용자들은 더 많은 정보와 더 많은 공유 및 커뮤니티에 기여하는 방법을 접할 수 있게 된다. 이러한 현대 콘텐츠의 한 예가 인스타그램 내에 존재하는데, 그것은 프로듀서들이 대중이나 선택된 사용자들에게 공유되는 이미지를 게시할 수 있게 해주는 사진과 비디오 공유 앱이며, 다른 사용자 콘텐츠를 저장/스크린샷, 리메이크 및 재게시할 수 있게 해준다. 앱 내에서 이것의 예는 이전에 게시된 이미지/애니메이션의 패러디 수정본인 "memes"로 표시된다. 인스타그램은 스마트기기만 있으면 접속이 제한되고, 공개 참여가 권장되며, 사용자가 흥미로운 이미지를 게시할 의욕을 느끼고, 다른 사용자가 업로드한 콘텐츠를 흡수하고 재생성할 수 있는 프러듀지 환경을 조성하고 홍보한다.[33]
- Internet memes : 페이스북, Reddit, 4chan, 그리고 다른 소셜 미디어 웹사이트에서 대중화된 것과 같은 인터넷 밈은 또 다른 유행의 발생을 보여준다. 인터넷 밈(Internet meme)은 인터넷을 통해 문화적 아이디어, 기호 및 행동 패턴을 묘사하는 이미지, 비디오 또는 해시태그다. 사람들은 종종 다른 사람들이 이전에 올렸던 기존의 사진이나 동영상을 다시 작업하여 밈을 만든다(일반적으로 유머러스한 콘텐츠를 만들기 위해 한다). 소셜 미디어 플랫폼의 참여자들은 종종 이러한 인터넷 밈에 대한 코멘트를 하거나 공유하거나 다시 편집한다.
- Photoshop contest : subreddit /r/PhotoshopBattles에서 개최되는 것과 같은 포토샵 경연대회는 인기 있는 프로듀서 사례다. 사용자들은 커뮤니티가 편집하도록 권장되는 사진을 업로드한다. Flickr와 마찬가지로, 모든 사용자는 이미지에 동일한 액세스 권한을 가지며, 코멘트가 남아 있는 스레드에 다시 업로드할 수 있으며, 리디트는 계속 실행될 것이다.